# Hell's Kitchen (Reino Unido)

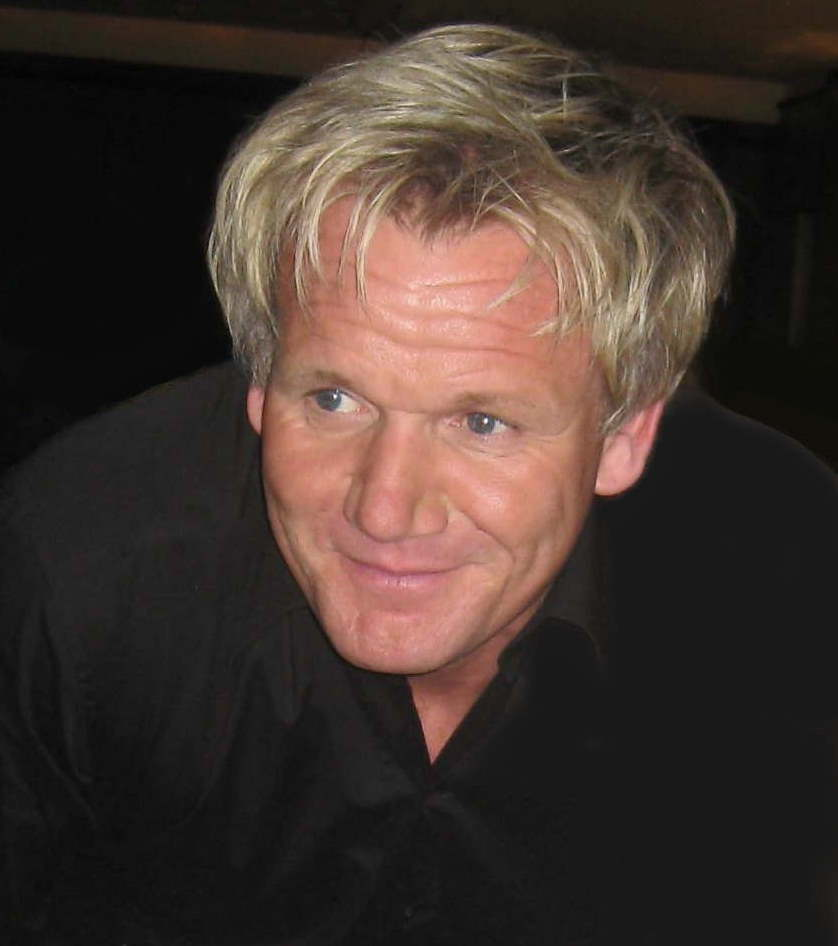
Chef Gordon Ramsay

Hell's Kitchen foi um talent show britânico sobre culinária.
Esteve no ar na ITV e mostrava propensos chefs que competiam uns com os outros, por um prémio final. Houve quatro temporadas, no Reino Unido, sendo três delas apresentadas por Angus Deayton e a última por Claudia Winkleman. No Brasil esta passando no canal TLC a 9ª temporada e o SBT adquiriu os direitos licenciados do programa que estreou em 11 de outubro com o nome Cozinha sob Pressão.
O programa teve diferentes formatos e chefs, em cada uma das temporadas, sendo o personagem principal, o chef original, Gordon Ramsay.